# Libera subcavernula
Libera subcavernula is een uitgestorven slakkensoort. De wetenschappelijke naam van de soort is voor het eerst geldig gepubliceerd in 1976 door Tyron. De soort was endemisch in de Cookeilanden.